# اویهان سنته
اویهان سنته (انگلیسی: Oihan Sancet؛ زادهٔ ۲۵ آوریل ۲۰۰۰ یک بازیکن فوتبال اهل اسپانیا است که برای باشگاه فوتبال اتلتیک بیلبائو در پست هافبک بازی می‌کند.
از باشگاه‌هایی که در آن بازی کرده‌است می‌توان به باشگاه فوتبال اتلتیک بیلبائو و باشگاه فوتبال اتلتیک بیلبائو بی اشاره کرد.
وی همچنین در تیم‌های ملی فوتبال زیر ۱۸ سال اسپانیا و زیر ۲۱ سال اسپانیا بازی کرده‌است.

## افتخارات

### باشگاهی
اتلتیک بیلبائو
- جام حذفی فوتبال اسپانیا(۱): ۲۴–۲۰۲۳
- سوپر جام فوتبال اسپانیا(۱): ۲۰۲۱